# Лазець (Сілезьке воєводство)
Лазець (пол. Łaziec) — село в Польщі, у гміні Конописька Ченстоховського повіту Сілезького воєводства.
Населення — 464 особи (2011).
У 1975-1998 роках село належало до Ченстоховського воєводства.

## Демографія
Демографічна структура станом на 31 березня 2011 року:
|          | Загалом | Допрацездатний вік | Працездатний вік | Постпрацездатний вік |
| -------- | ------- | ------------------ | ---------------- | -------------------- |
| Чоловіки | 213     | 36                 | 159              | 18                   |
| Жінки    | 251     | 43                 | 143              | 65                   |
| Разом    | 464     | 79                 | 302              | 83                   |